# 藤原経季
藤原 経季（ふじわら の つねすえ）は、平安時代中期から後期にかけての公卿。藤原北家小野宮流、権中納言・藤原経通の次男。官位は正二位・中納言。藤原実資の養子。

## 経歴
後一条朝中期の万寿4年（1027年）従五位下・美作権守に叙任される。
長元2年（1029年）右兵衛佐次いで左近衛少将に任ぜられると、長元3年（1030年）従五位上、長元6年（1033年）正五位下、長元8年（1035年）従四位下、長暦2年（1038年）従四位上、長久2年（1041年） 正四位下、長久3年（1042年）左近衛権中将と後一条朝後半から後朱雀朝にかけて、近衛次将を務めながら順調に昇進した。
寛徳2年（1045年）後冷泉天皇が即位すると、経季は蔵人頭（頭中将）に補せられる。頭を2年足らず務めたのち、永承2年（1047年）従三位・参議に叙任されて公卿に列したが、この時に近衛中将・修理権大夫は解かれている。
議政官としてしばらくは、美作権守・備前権守・備中権守と地方官のみを兼帯し、この間の康平5年（1062年）正三位に昇叙されている。治暦3年（1067年）左兵衛督を兼ねると、後三条天皇が即位した治暦4年（1068年）権中納言に昇進するが、衛門督の兼帯は解かれている。
のち、治暦5年（1069年）従二位、延久3年（1071年）正二位と昇叙を重ね、白河朝の承暦4年（1080年）中納言に至る。永保2年（1082年）正月に子息の兼平を出雲守に任官させる代わりに辞職。同年6月1日に出家した。応徳3年（1086年）8月薨去。享年77。

## 人物
従兄弟の藤原資房から散々に批判されるなど政治的能力に乏しく、権中納言任官も年労であった。

## 官歴
『公卿補任』による。
- 万寿4年（1027年） 正月5日：従五位下（春宮御給）。3月16日：美作権守
- 長元2年（1029年） 正月24日：右兵衛佐。3月11日：左近衛少将
- 長元3年（1030年） 正月5日：従五位上（少将労）。正月26日：兼伊予介
- 長元4年（1031年） 3月28日[1]：五位蔵人
- 長元6年（1033年） 正月5日：正五位下
- 長元8年（1035年） 正月5日：従四位下（少将）。正月9日：還昇
- 長元9年（1036年） 正月29日：兼播磨権介
- 長暦2年（1038年） 正月5日：従四位上（上東門院御給）
- 長久2年（1041年） 正月23日：兼周防権守。3月27日：兼近江権介。8月27日：正四位下（父経通卿譲、大野原松尾行幸行事賞）
- 長久3年（1042年） 正月29日：左近衛権中将
- 寛徳2年（1045年） 10月26日：蔵人頭
- 寛徳3年（1046年） 正月23日：兼修理権大夫
- 永承2年（1047年） 8月1日：参議。11月13日：従三位
- 永承3年（1048年） 正月23日：兼美作権守
- 永承6年（1051年） 8月16日：服解（父卿）。11月5日：復任
- 天喜元年（1053年） 正月27日：兼備中権守。11月28日：兼備前権守
- 天喜6年（1058年） 正月30日：兼備中権守
- 康平3年（1060年） 12月16日：兼右兵衛督
- 康平5年（1062年） 7月13日：正三位（石清水賀茂行幸行事賞）
- 康平6年（1063年） 2月16日：兼備後権守
- 治暦3年（1067年） 2月6日：兼左兵衛督
- 治暦4年（1068年） 12月29日：権中納言
- 治暦5年（1069年） 12月17日：従二位
- 延久3年（1071年） 10月29日：正二位（行幸日吉社行事賞）
- 承保3年（1076年） 12月5日：兼治部卿
- 承暦4年（1080年） 8月14日：中納言、治部卿如元
- 永保2年（1082年） 正月21日：辞職（以男兼平申任出雲守）。6月1日：出家
- 応徳3年（1086年） 8月：薨去

## 系譜
- 父：藤原経通
- 母：源高雅の娘
- 妻：藤原能通の娘
  - 男子：藤原通家（?-1077）
- 妻：藤原邦恒の娘（姉）
  - 男子：藤原季仲（1046-1119）
- 妻：藤原邦恒の娘（妹）
  - 男子：藤原季実
- 妻：藤原定頼の娘
  - 男子：藤原兼平（?-?）
- 妻：源行任の娘（郁芳門院但馬）
  - 男子：藤原雅経
- 生母不明の子女
  - 男子：増覚
  - 男子：真覚